# Статилии
Стати́лии или Стацилии (лат. Statilii) — древнеримский плебейский род сабелльского происхождения. Из представителей его известны:
- Тит Статилий Тавр (Titus Statilius Taurus, 60-10 годы до н. э.) — легат Октавиана во время войны последнего с Секстом Помпеем (36 г. до н. э.), отвоевавший Сицилию и занявший обе африканские провинции Лепида. В 31 г. до н. э. получил главное начальство над сухопутным войском в войне с Антонием, которого ему удалось разбить еще до битвы при Акциуме. В 29 г. до н. э. Стацилий командовал войсками в Испании и покорил кантабров, вакцеев и астурийцев; в 26 г. до н. э. был консулом вместе с Августом. После Агриппы и Мецената Стацилий был самым приближённым лицом Августа, который в 16 г. до н. э. поручил ему городскую префектуру.[1]

- Тит Статилий Тавр Корвин (Titus Statilius Taurus Corvinus, ум. 53 год) — консул 45 года, позднее проконсул Африки. В 53 году Стацилий по проискам Агриппины, которая завидовала его роскошным садам, был обвинён в волшебстве и покушении на императорский дом, но до произнесения приговора кончил жизнь самоубийством.[1]

- Стацилия Мессалина, бывшая сперва любовницей, потом третьей женой Нерона. Позже она была невестой Отона, а по смерти последнего удалилась в частную жизнь и предалась литературным занятиям.[1]